# YUMING BRAND PART.3
『YUMING BRAND PART.3』（ユーミン・ブランド・パート・スリー）は、1981年11月21日に発売された荒井由実の編集盤である。1979年にリリースされたベスト盤『YUMING BRAND PART.2』と同様、アルファレコードによってアーティストの意思とは関係なく発売された類のアルバム（非公式ベスト・アルバム）であるため、EMIミュージック・ジャパン内の彼女の公式ウェブサイトのディスコグラフィーには掲載されていない。
アルファレコードのレコード・CD制作撤退に伴い、現在は廃盤である。

## 収録曲

### Side A
1. 曇り空
アルバム『ひこうき雲』より。
2. 紙ヒコーキ
アルバム『ひこうき雲』より。
3. 恋のスーパー・パラシューター
アルバム『ひこうき雲』より。
4. 海を見ていた午後
アルバム『MISSLIM』より。
5. COBALT HOUR
アルバム『COBALT HOUR』より。
6. あなただけのもの
アルバム『MISSLIM』より。

### Side B
1. 生まれた街で
アルバム『MISSLIM』より。
2. 14番目の月
アルバム『14番目の月』より。
3. 卒業写真
アルバム『COBALT HOUR』より。
4. アフリカへ行きたい
アルバム『COBALT HOUR』より。
5. 旅立つ秋
アルバム『MISSLIM』より。
6. 避暑地の出来事
アルバム『14番目の月』より。

- 作詞･作曲:荒井由実
- 編曲:松任谷正隆(except track A-1〜A-3)、荒井由実&キャラメルママ(A-1〜A-3)